# Distrito de Cheto
El distrito de Cheto es uno de los veintiún distritos de la Provincia de Chachapoyas, ubicada en el Departamento de Amazonas, en el norte del Perú. Limita por el norte con el distrito de Molinopampa; por el sureste con la provincia de Rodríguez de Mendoza; y por el oeste con el distrito de Soloco.

## Historia
El distrito fue creado el 9 de enero de 1953 mediante Ley N.º 11955, en el gobierno del presidente Manuel A. Odría.

## Geografía
Tiene una superficie de 56.97 km² y una población estimada de 642 hab., según el censo de 2017. Su capital es el pueblo de Cheto.

## Autoridades

### Municipales
- 2023 - 2026[2]
  - Alcalde: Edwin Rojas Loja, del Movimiento Regional Victoria Amazonense.

## Festividades
Las celebraciones de carnavales durante el mes de febrero